# Rolf Marx
Rolf Marx (* 1957 in Witten) ist ein deutscher Jazzmusiker (Gitarre).

## Leben und Wirken
Marx erlernte ab dem zwölften Lebensjahr das klassische Gitarrenspiel. Er studierte zunächst Schulmusik an der Universität Dortmund und wechselte dann an die Hochschule für Musik und Tanz Köln, wo er Jazz- und Konzertgitarre (u. a. bei Eliot Fisk) studierte.
Marx gewann 1984 im Trio von Norbert Gottschalk den Wettbewerb der Leverkusener Jazztage; mit Gottschalk veröffentlichte er die Alben Stars und Two Sessions. Seit mehr als 20 Jahren gehört er zu Engelbert Wrobels „Swing Society“, mit der er mehrere Alben vorgelegt hat. Er ist an weiteren Jazzprojekten wie den „Three Tenors of Swing“, dem Quintett von Ariane Jacobi (Big City Is for Me) und dem „King of Swing Orchestra“ beteiligt. In seinem Rolf Marx Trio spielt er mit Ingmar Heller und Oliver Mewes. Mit François de Ribaupierre und Volker Heinze bildete er das Newborn Trio. Auch arbeitete er als Gitarrist an der Deutschen Oper am Rhein und beim WDR Rundfunkorchester.
Im Laufe seiner Karriere ist er mit Musikern wie Claudio Puntin (Rot ist mein Name, Friends), Caterina Valente, Hazy Osterwald, Jiggs Whigham, Gene „Mighty Flee“ Conners, Bucky Pizzarelli, Peter Erskine, Dan Barrett, Bobby Shew, Paul Heller, Bill Ramsey, Gitte Haenning, Peanuts Hucko, Sabine Meyer, Heinz Kretzschmar oder Joe Wulf aufgetreten; er konzertierte als Gast bei der WDR Big Band zusammen mit Ray Brown und Dee Dee Bridgewater. Er ist auch auf Alben der RTL Big Band, von Shaunette Hildabrand, Silvia Droste (Duke’s Sound of Love), Gerdur Gunnarsdóttir (Bellman á Islandi), Susanne Riemer, Sumi Jo, Jörg Hegemann sowie den Echoes of Swing mit Rebecca Kilgore zu hören.
Daneben arbeitete Marx als Dozent für Konzert- und E-Gitarre.